# 悲田処
悲田処（ひでんしょ）とは、平安時代初期の天長10（833年）、武蔵国多摩郡と入間郡の境に設けられた布施屋。飢えや病気に苦しむ旅行者の一時救護所・宿泊所としての役割を果たした。
当初は国府によるものであったが、後に国営化されたとみられている。

## 設置とその経緯
悲田処設置についての公的記録は、六国史の一つである『続日本後紀』天長10年（833年）5月11日條に、
武藏國言。管内曠遠。行路多難。公私行旅。飢病者衆。仍於多磨入間兩郡界置悲田處。建屋五宇。介從五位下當宗宿禰家主以下。少目從七位上大丘秋主已上六箇人。各割公廨。以備糊口之資。須附帳出擧。以其息利充用。相承受領。輪轉不斷。許之。
とあるのがそれである。これによれば、武蔵国府が公私を問わず旅行者が飢えや病に苦しむ者が多いのを見かねて布施屋の設置を発案、多摩郡と入間郡の境に建物5棟からなる施設「悲田処」を造ったということになる。
運営主体に関しては、運営費について介の当宗家主から少目の大丘秋主（おおおかのあきぬし）まで6人の扶持を割いてあて、さらにこれを出挙として貸し付けその利子を利用する予定である、と書かれているので、実質的に国府の運営であったと思われる。
なお、この地域は当時武蔵国内で東京湾側、現在の東京23区内を通っている官道の東海道と直接関係のない地域であるが、この地は宝亀2（771年）に武蔵国が東山道から東海道へ移管されるまで、上野国および下野国から真南に武蔵国府へ至る東山道の支道・東山道武蔵路が通っていた場所であった。東山道武蔵路は東海道移管により官道ではなくなったが、廃道になったわけではなくその後も脇街道として一定の交通量があったと見られている。

## 設置後
設置後の悲田処については史料が全く存在せず、実際にどのような運営が行われたのか、いつ廃絶したのかなどの歴史的展開は全く分かっていない。ただ、延喜21（921年）に奏進された『延喜式』主税寮式の武蔵国 の項に出挙用の稲として特別に「悲田稲四千五百束」の規定があることから、ある時期から悲田処の役割を重視した朝廷が運営費の元手となる稲を国庫から出す形で実質的に国営化したこと、少なくとも100年は運営されていたことは分かる。

## 設置場所
悲田処の設置場所については設置時の記述に「多摩郡と入間郡の境」としか書かれていないため、古来より諸説ある。比定地としては多摩郡側が東京都東村山市内に3ヶ所と清瀬市に1ヶ所、入間郡側が埼玉県所沢市に1ヶ所存在する。

### 所沢市松が丘説
入間郡側、すなわち埼玉県所沢市側に比定地を求める唯一の説である。比定地は所沢市松が丘1丁目31番地14で、現在でいうと所沢の新興住宅地である松が丘の東に位置する。後述の東村山市諏訪町説と並び東山道武蔵路の通過していた地でもある。

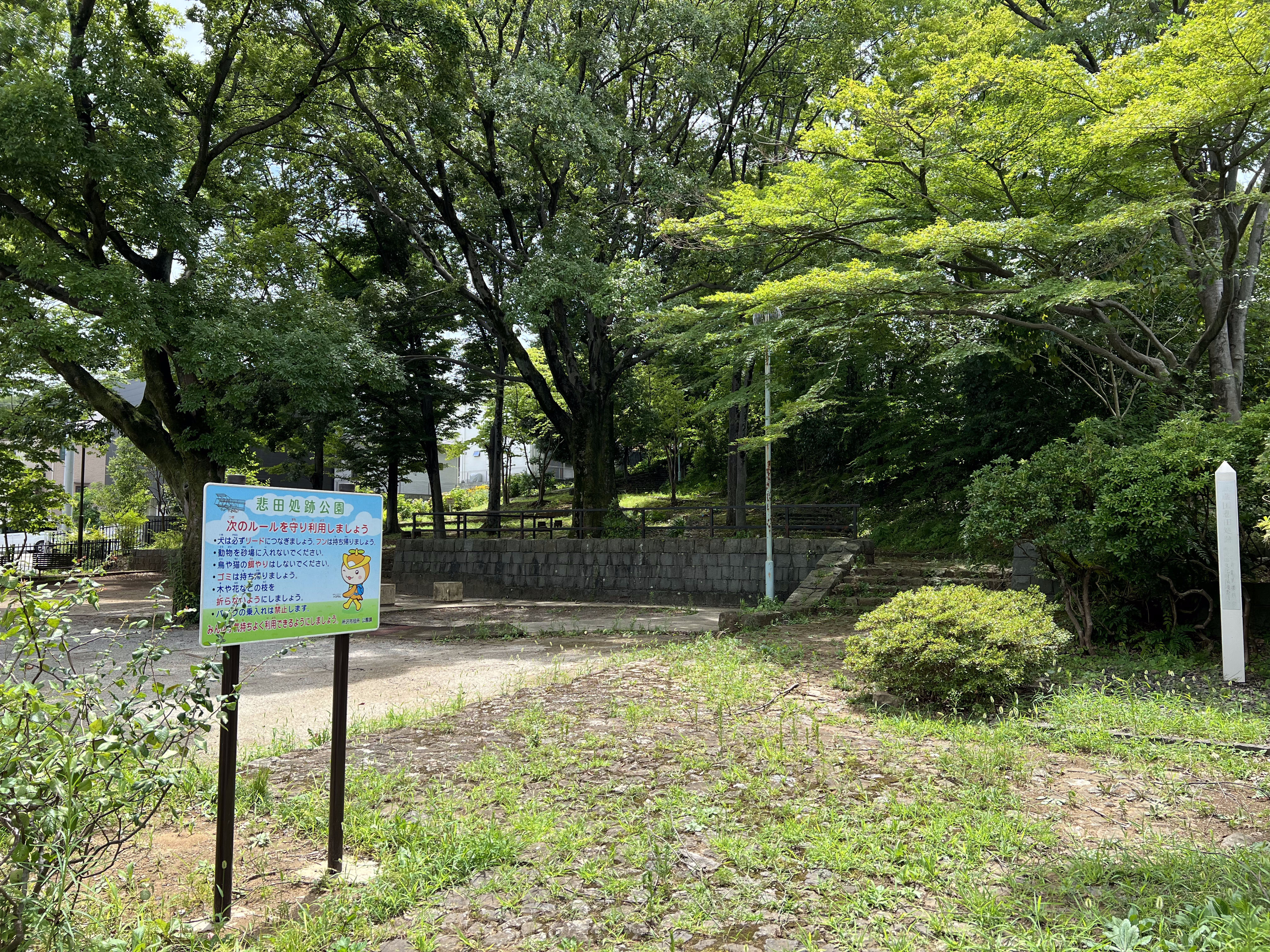
悲田処跡公園

古くから跡地として伝承されていたようで、5つある比定地の中では唯一「武蔵国悲田処跡」と書かれた標柱が立つとともに、周辺は「悲田処跡公園」として整備されている。また近くを走る西武バスの停留所も「悲田処跡」を名乗るなど露出度が高く、比定地としては最も知名度が高いため、ここを正式な比定地と信じる人も多い。
しかしここを比定地とする根拠はあくまで伝承によるものであり、学問的な根拠はまったく存在しない。このため疑義が出たのか、昭和22（1947年）に一度埼玉県の史跡指定を受けながら10年で解除され、昭和33（1958年）に所沢市の方で再度史跡指定するという不自然な経過をたどっている。さらに昭和53（1978年）から始まった宅地造成で発掘調査が行われたものの、縄文時代の住居跡がわずかに見つかっただけで平安時代の遺物・遺構は一切確認されず、考古学的にも跡地であることが否定される結果となった。
現在所沢市も公式にここが跡地でないことを認めており、史跡指定も外している。ただし本当の跡地ではなくとも「伝承の地」ではあることを尊重してか、以前からある標柱は字が消えかけるところまで放置されながらも撤去されることなく存置され、公園名も改称等の措置はなく現在に至っている。バス停留所名もそのままとなっている。

### 東村山市秋津町説・清瀬市野塩説
東京都東村山市秋津町に比定地を求める説。秋津町一帯として場所をしぼらない説と、秋津町4丁目35番の笹塚遺跡とする説の二つがある。
秋津町一帯説には、元々地元の地名起源伝承の中に、武蔵国司となった文室秋津（ふんやのあきつ）がこの地に悲田処を建てたことにより「秋津」となった、とする伝承があることが背景にあると思われる。文室秋津は『公卿補任』にも天長9（832年）から承和8（841年）まで武蔵守を務めた記録があるので、悲田処開設の際の最高責任者が彼であることは間違いないが、だからといって名前と地名が一緒というただそれだけの理由で即悲田処が秋津にあったことになるのは論理の飛躍である。あくまで郷土伝承の域を出ない話と見るべきであろう。
また地名起源伝承とは別に、この悲田処＝秋津説が江戸時代の『武蔵名勝図会』に載っているものであるとされ、明治時代の吉田東伍『大日本地名辞書』にも採録されたことがあった。しかし『武蔵名勝図会』に「悲田処」の項があるのは事実であるが、著者はその中で一切「秋津にある」とは書いておらず、「しかと知るべきことにはあらねど、ここに出せり」と断っている。つまり「どこにあるかよく分からないので、とりあえず『南秋津村』（現秋津町）のところに載せておいた」という程度のものであり、読み手の思いこみと勘違いによる完全な誤説である。
また笹塚遺跡説は昭和初期に縄文時代の遺跡である同遺跡を、理由は不明であるが地元の人々が悲田処の跡と誤解したことから生まれたもので、いずれにせよ比定地として何ら根拠のないものである。
この他秋津町説に類するものとして、秋津町の東隣の野塩地内に比定地を求める清瀬市野塩説があり、比定地として野塩西原遺跡（清瀬市野塩1丁目322番地1、清瀬市野塩市民センター内）が挙げられている。しかしこちらは継続的な調査が行われておらず詳細は不明である。

### 東村山市多摩湖町説
東京都東村山市多摩湖町に比定地を求める説。比定地は多摩湖の東側にあたる多摩湖町一帯。
この説は昭和9（1934年）に悲田処設置と同年代の「瓦塔」と呼ばれる瓦製の五重塔が出土し、布施屋には必ず附属したという薬師寺の跡地ではないかと思われたこと、この地に狭山丘陵を越える古道が実際にあることから発生した。
しかし同地区は北に立ちふさがる狭山丘陵が非常に急峻であるとともに、古道と伝えられる道も丘陵内で最も深い谷と丘を3つも越えなければならないなど、とても人の往来に適した環境にあるとは言い難い。また北山公園などの湧水地が集中的に多数存在することから、当時は相当深い湿地帯で通行は非常に困難であったと予想される。療養所ならばともかく一時的な救護施設である以上、近くにある程度の人通りがあることが必要条件であることを考えると、設置場所として適切か否か首を傾げざるを得ない。また考古学的にも有力な証拠が出ておらず、今も結論は出ていない。

### 東村山市諏訪町説
東京都東村山市諏訪町に比定地を求める説。比定地とされているのは中世に「久米川宿」が営まれた地域のうち「西宿」と呼ばれる地区で、現在の住所では諏訪町1丁目の中ほどに当たる。この地は先述の所沢市松が丘説と並び東山道武蔵路の通過していた地でもある。
この地域の特徴は単に「悲田処があった」というだけでなく、かなり細かい伝承が残されていることである。それによると、
- 悲田処の建物は「板倉」「ハナヤ」「タケヤ」「ウメヤ」「薬師寺」の五棟からなっていた。
- 中心的な建物は「薬師寺」であり、これが悲田処の本部というべき存在であった。
- 「薬師寺」は後に「正永寺」という寺となったが、「薬師寺」の名称は通称として残った。
- 「薬師寺」→「正永寺」の跡地は諏訪町1丁目28番17号の諏訪町自治会館周辺である。

という。このような歴史的展開まで踏まえた伝承は他の地域にはない。
また昭和6（1931年）の『埼玉県史』編纂の際の調査により、「五十四代仁問番 悲田所」の印が発見されていることも注目に値する。「仁問番」とは困っている道中の人に声かけをして世話を焼く役職のことで、悲田処やその後継施設にあっても不自然ではない。また「五十四代」という大きな代数も古代からの継承を意識していると考えられる。この印は『埼玉県史』の調査書に押捺された印影が発見されたことによってその存在を知られているだけであるが、もし本物であれば「悲田所」＝「悲田処」の名を異称として自らを古代悲田処の後裔と自称する何らかの施設が、この地域にかなり遅くまで存在していたことになる。
このように他の比定地には見られない非常に具体性の高い伝承や物証が残されていることから、悲田処の設置場所として近代以降急速に本命視され始めた場所である。
この諏訪町説については、本命視されるはるか以前の江戸時代に郷土史家・斎藤鶴磯（さいとうかつき）が、そして現代では東村山市教育委員会の史料編纂員・東原那美がそれぞれ単独で説を立てている。

#### 斎藤鶴磯説
斎藤説はその著書『武蔵野話』に載ったもので、西宿地区一帯を漠然と比定している。しかし斎藤は地域の伝承に基づいて説を立てたのではなく、悲田処と京都にあった貧困者・被差別階級者専用の療養施設「悲田院」を名前だけを根拠に完全に混同した上、この地の被差別階級者が実際には西宿地区から遠く離れた場所に固まって住んでいたにもかかわらず、その事実を無視し村全体に住んでいるかのような勝手な推量をして「この久米川村には被差別階級の人が住んでいる、悲田処の跡もここにあるだろう」と述べている。この発言は誤解の上に当て推量が入っていて、深い考察の上で述べられたものとは言えず、全くの誤説と言うしかない。
ところが斎藤説は『武蔵野話』が武蔵野初の本格的な郷土誌であることもあってか、誤説であるにもかかわらず受け入れられてしまい、「悲田処のある場所」＝「被差別部落」、または「周辺住民は悲田処に収容されていた人が土着したもの」という説がまかり通るようになってしまった。これに引きずられて斎藤と全く同じ混同をして主要道そばに重病人や伝染病者（京都の悲田院は伝染病者も収容した）の収容所を置くことなど有り得ない、と諏訪町説を否定する人々も現れ、悲田処の研究に大きな混乱を来たす原因となった。
確かに『武蔵野話』は郷土資料として価値のある書物であるが、あくまで研究書ではなく単なる個人の体験や聞き書きに基づく地誌であって、多分に斎藤の誤解や主観による推量も含まれている。それを鵜呑みにして歴史学的・考古学的な考察を要する問題を論ずること自体に無理があったと言えよう。
この斎藤説とそこから派生した説は、昭和6（1931年）に『埼玉県史』で不完全ではあるが否定され、最終的に昭和58（1983年）に東原那美『武蔵悲田処に関する研究 並 古道ぞいの寺社について』内の一章「武蔵悲田処と部落の関係」で徹底して行われた史料批判により完全否定されている。

#### 東原那美説
東原説は斎藤説とは全く別に、先述したような西宿地区の伝承があることに注目し、考古学調査・文献調査・地名調査の結果を総合的に考慮した上で立てられたもので、西宿地区の北側に当たる諏訪町1丁目27番から28番に比定する。
考古学調査としては教育委員会が昭和41年（1966年）に27番1号を「徳蔵寺遺跡」として調査した実績があり、この際幅3メートル、深さ1.9メートルのV字形の溝を得ている。この溝はこの地にあった湿地帯の上に土塁を設けて建物を建てる際、水はけをよくするために作られた側溝と推定されており、ここに何らかの大きな建物群が存在したことを示唆するものである。
地名調査では5つの建物のうち2つに相当する小字名として、隣接する徳蔵寺（26番3号）内から「板倉」、諏訪町自治会館（28番17号）内から「昌永寺」を得た。「板倉」は以前はここに居住した武士の名だと考えられていたが、そのような事実がないため、悲田処の「板倉」の名が残ったものと推察している。
「昌永寺」は寛永17（1640年）、設置時から悲田処を監督していたと推定される古刹・梅岩寺（久米川町5丁目24番6号）の末寺としてこの地に建立された寺の名として登場し、同年3月8日付の梅岩寺への申請文書の中にその名が見える。また昌永寺は安永7年（1778年）に徳蔵寺に管理を移管されたが、その時の文書に「正永寺」という表記で登場している。これらの文献と状況証拠から「昌永寺」の地は元「薬師寺」であった「正永寺」、つまり悲田処の中枢部であったと結論づけた。
これらの調査と考察により、東原は徳蔵寺の境内の東側から西武新宿線の線路二つ手前の路地までの東西135メートル、南北60メートルの細長い敷地を悲田処跡として推定し、諏訪町自治会館のある場所をその中心部と見ている。地域伝承の突出した具体性と、それを徹底した調査によって証明した成果に基づく結論であることから、現在最も有力視されている説である。

## その他
東原は「悲田処設置場所＝東村山市諏訪町説」に基づき、中世にこの地に営まれた「久米川宿」の存在と上述の「悲田所」の印に注目して、悲田処の持つ救護施設以外の役割や歴史的展開にも考察を及ぼしている。
それによれば悲田処は、律令制の弛緩により全国の治安が悪化し、なかんずく武蔵国ではひどいことから、旧東山道武蔵路の沿道であり狭山丘陵を控える交通の要衝であったこの地に救護施設を兼ねた関所として設けられたものとする。
また歴史展開については、中世以降久米川宿の宿泊所として受け継がれ、その後断続的に「悲田処」の異称で呼ばれる施設として続き、最終的に江戸時代初期の寛永17（1640年）建立の昌永寺に受け継がれたと推定している。
いずれも東原単独の仮説であり、直ちに真実と見ることは出来ない。しかしこれ以前に比定地以外の主題についての本格的な研究が行われたことがないため、これらの研究と仮説は注目すべきものである。今後のさらなる検証を俟つべきであろう。